# Паранд
Паранд (англ. Parand; перс. پرند‎) — плановый город в округе (шахрестан) Робаткарим, провинция (остан) Тегеран, Иран.

## Название
Топоним «Паранд» в переводе означает «натуральный шёлк».

## История
Город призван обеспечить жильем персонал международного аэропорта Имама Хомейни, а также создать баланс в схеме расселения Тегерана, создать подходящую среду для привлечения дополнительного населения Тегерана и предложить альтернативу бессистемным поселениям. Ожидается, что Паранд разместит 80 000 граждан на площади в 1467 гектар.
Город хорошо спланирован, — для обеспечения общественных потребностей. Он нацелен на размещение семей с низкими доходами (жилищные кооперативы для рабочих и служащих) путем предоставления недорогих жилых домов посредством банковских кредитов, тем самым привлекая различные классы людей. В 2019 году город еще не достиг этих целей .

## География
Город Паранд расположен в 10 км к западу от Робаткарим (расположен в 35 км к юго-западу от Тегерана) по дороге в Саве, где около 13000 студентов обучаются в Исламском университете Азад в Паранде. До города также можно добраться из международного аэропорта Тегерана Имама Хомейни по автостраде Тегеран  — Кум.
Паранд разделен на ряд районов различного назначения, а именно: городская структура, зелёная зона, городские службы, региональные службы и промышленные районы.

## Происшествия
8 января 2020 года, рейс 752 авиакомпании «Международные Авиалинии Украины» потерпел крушение в 15 км к северо-востоку от Паранда, через шесть минут после взлёта из близлежащего международного аэропорта Тегерана Имама Хомейни.